# Parsonsia praeruptis
Parsonsia praeruptis är en oleanderväxtart som beskrevs av Michael J. Heads och Peter James de Lange.
Parsonsia praeruptis ingår i släktet Parsonsia och familjen oleanderväxter. Inga underarter finns listade i Catalogue of Life.